# 千歳サラ
千歳 サラ（ちとせ さら、9月30日 - ）は、日本の女性歌手。東京都出身。主に美少女ゲームの主題歌を歌っている。

## 人物
幼少時にピアノを始め、当時放送していたテレビアニメ『犬夜叉』EDテーマ『深い森』を歌っていたDo As Infinityに強く惹かれ、同曲の入ったアルバム『DEEP FOREST』を彼女の父が偶然所持していたことでさらに嵌ることになり、音楽に目覚めるきっかけとなった。同アルバムの中でも特に『冒険者たち』がお気に入りで、1stワンマンライブでカバーを披露した。
彼女自身もアニメやゲームを愛し、個人的な活動を模索していた所、milktubリーダーのbambooや宮崎京一らの目に止まり、2014年4月29日にcharacter1 2014のOVERDRIVEブースにて行われた『LIVE SPACE696 BOOTH LIVE』の新人発掘枠に出演し、OVERDRIVEの新人歌手として広く周知された。しかし、STUDIO696所属ではない。また、人生初ライブだったにもかかわらず卓越したMCで会場を盛り上げ、新人とは思えない見事なMCを行ったエピソードがある。
「作品、そして人の心に寄り添い感情を揺さぶりたい！」を信条に、2015年より本格的に活動を開始した。
デビュー曲は、PCゲーム『サキガケ⇒ジェネレーション!』のED主題歌である『Cherish』。
2015年11月27日には、1stワンマンライブ『Groomy Rain,Broomy Shine』が開催された。

## ディスコグラフィ

### ミニアルバム
| 発売日        | タイトル  | 規格品番 | 最高位 |
| ------------- | --------- | -------- | ------ |
| 2015年5月29日 | MEMORABLE | KT-0001  |        |

### ゲームボーカル
2014年
- サキガケ⇒ジェネレーション!（クロシェット）
  - EDテーマ 『Cherish』
    - 作詞：千歳サラ / 作曲・編曲：宮崎京一

2015年
- 11月のアルカディア (LevoL)
  - OPテーマ 『アルカディア』
    - 作詞：千歳サラ / 作曲：宮崎京一 / 編曲：清水永之

  - EDテーマ 『シアワセノミライ』
    - 作詞：千歳サラ / 作曲・編曲：宮崎京一

  - グランドEDテーマ 『Miracle Flash』
    - 作詞：千歳サラ / 作曲・編曲：宮崎京一

  - 瀬奈イメージソング 『What is the EVIL？』
    - 作詞：千歳サラ / 作曲・編曲：AYUMU

  - 心音イメージソング 『Wish your Happiness』
    - 作詞：千歳サラ / 作曲・編曲：AYUMU

  - 楓花イメージソング 『Be my darling！～悩める乙女の恋の歌～』
    - 作詞：千歳サラ / 作曲・編曲：清水永之

  - 愛瑠イメージソング 『かすみ草のゆめ』
    - 作詞：千歳サラ / 作曲・編曲：陽平

  - OPテーマ Remix 『アルカディア (Hommarju Remix)』
  - EDテーマ Remix 『シアワセノミライ (“SHOT MUSIC”The LASTTRAK remix)』
  - グランドEDテーマ Remix 『Miracle Flash (“SHOT MUSIC”you remix)』
- スクイの小夜曲（バグシステム）
  - OPテーマ 『スクイノテ』
    - 作詞：丸山剛 / 作曲・編曲：和解事件
- 僕と恋するポンコツアクマ。（スミレ） 
  - EDテーマ 『メリィメリィゴゥランド』
    - 作詞：雪仁 / 作曲・編曲：水城新人

### ドラマCD
- ディア♥ヴォーカリスト (Rejet)[9]
  - テーマソング 『Beyond_the_pain』
    - 作詞・作曲・編曲：古川貴浩